# Volleybal op de Olympische Zomerspelen 1980
Volleybal is een van de sporten die beoefend werden tijdens de Olympische Zomerspelen 1980 te Moskou.

## Heren
China en Tunesië hadden zich gekwalificeerd voor dit toernooi, maar zagen van deelname af. Ze werden vervangen door Tsjecho-Slowakije en Libië.
De 10 deelnemende landen waren verdeeld over 2 groepen:
- Groep A: Bulgarije, Cuba, Italië, Tsjecho-Slowakije en USSR.
- Groep B: Brazilië, Joegoslavië, Libië, Polen en Roemenië.

### Voorronde

#### Groep A
| 20 juli | 19:30 | Cuba              | - | Italië            | 3 - 0 | (15-7,15-8,15-6)              |
| 20 juli | 19:30 | Sovjet-Unie       | - | Tsjecho-Slowakije | 3 - 1 | (15-13,15-10,13-15,15-7)      |
| 22 juli | 19:30 | Tsjecho-Slowakije | - | Italië            | 2 - 3 | (15-8,5-15,15-10,8-15,7-15)   |
| 22 juli | 19:30 | Bulgarije         | - | Cuba              | 3 - 1 | (15-7,15-8,6-15,15-8)         |
| 24 juli | 19:30 | Tsjecho-Slowakije | - | Bulgarije         | 0 - 3 | (12-15,5-15,7-15)             |
| 24 juli | 19:30 | Sovjet-Unie       | - | Italië            | 3 - 0 | (15-2,15-7,15-10)             |
| 26 juli | 17:30 | Cuba              | - | Tsjecho-Slowakije | 2 - 3 | (11-15,15-13,15-2,14-16,9-15) |
| 26 juli | 19:30 | Sovjet-Unie       | - | Bulgarije         | 3 - 0 | (15-6,15-8,15-10)             |
| 28 juli | 17:30 | Bulgarije         | - | Italië            | 3 - 1 | (15-9,15-9,6-15,15-9)         |
| 28 juli | 19:30 | Sovjet-Unie       | - | Cuba              | 3 - 0 | (15-10,15-13,15-11)           |

| rang | land              | G | W | V | Sv | St | Pv  | Pt  | Pts |
| ---- | ----------------- | - | - | - | -- | -- | --- | --- | --- |
| 1    | Sovjet-Unie       | 4 | 4 | 0 | 12 | 1  | 193 | 122 | 8   |
| 2    | Bulgarije         | 4 | 3 | 1 | 9  | 5  | 171 | 149 | 7   |
| 3    | Cuba              | 4 | 2 | 2 | 6  | 9  | 181 | 178 | 6   |
| 4    | Tsjecho-Slowakije | 4 | 1 | 3 | 6  | 11 | 180 | 230 | 5   |
| 5    | Italië            | 4 | 0 | 4 | 4  | 11 | 145 | 191 | 4   |

#### Groep B
| 20 juli | 17:30 | Roemenië    | - | Libië       | 3 - 0 | (15-3,15-1,15-1)               |
| 20 juli | 17:30 | Polen       | - | Joegoslavië | 3 - 1 | (15-11,11-15,15-3,15-7)        |
| 22 juli | 17:30 | Brazilië    | - | Joegoslavië | 2 - 3 | (15-8,12-15,15-10,4-15,12-15)  |
| 22 juli | 17:30 | Polen       | - | Roemenië    | 3 - 1 | (9-15,15-12,15-13,15-13)       |
| 24 juli | 17:30 | Polen       | - | Libië       | 3 - 0 | (15-1,15-3,15-1)               |
| 24 juli | 17:30 | Roemenië    | - | Brazilië    | 3 - 1 | (13-15,15-4,15-12,15-3)        |
| 26 juli | 17:30 | Brazilië    | - | Libië       | 3 - 0 | (15-1,15-2,15-6)               |
| 26 juli | 19:30 | Joegoslavië | - | Roemenië    | 1 - 3 | (9-15,16-14,8-15,12-15)        |
| 28 juli | 17:30 | Polen       | - | Brazilië    | 2 - 3 | (15-13,20-18,15-17,11-15,5-15) |
| 28 juli | 19:30 | Joegoslavië | - | Libië       | 3 - 0 | (15-2,15-1,15-1)               |

| rang | land        | G | W | V | Sv | St | Pv  | Pt  | Pts |
| ---- | ----------- | - | - | - | -- | -- | --- | --- | --- |
| 1    | Polen       | 4 | 3 | 1 | 11 | 5  | 221 | 172 | 7   |
| 2    | Roemenië    | 4 | 3 | 1 | 10 | 5  | 215 | 138 | 7   |
| 3    | Brazilië    | 4 | 2 | 2 | 9  | 8  | 215 | 196 | 6   |
| 4    | Joegoslavië | 4 | 2 | 2 | 8  | 8  | 189 | 177 | 6   |
| 5    | Libië       | 4 | 0 | 4 | 0  | 12 | 23  | 180 | 4   |

### Plaatsingsronde

#### 5e t/m 8e plaats
| 30 juli | 17:30 | Tsjecho-Slowakije | - | Brazilië    | 0 - 3 | (14-16,11-15,9-15)            |
| 30 juli | 19:30 | Cuba              | - | Joegoslavië | 2 - 3 | (15-12,15-5,12-15,14-16,2-15) |

#### 9e en 10e plaats
| 30 juli | 11:00 | Italië | - | Libië | 3 - 0 | (15-2,15-1,15-4) |

#### 7e en 8e plaats
| 1 augustus | 17:30 | Cuba | - | Tsjecho-Slowakije | 3 - 1 | (14-16,15-7,15-10,15-6) |

#### 5e en 6e plaats
| 1 augustus | 20:20 | Brazilië | - | Joegoslavië | 3 - 2 | (14-16,15-9,8-15,15-10,15-8) |

### Halve Finales
| 30 juli | 17:30 | Bulgarije   | - | Polen    | 3 - 0 | (15-13,15-13,15-7) |
| 30 juli | 19:30 | Sovjet-Unie | - | Roemenië | 3 - 0 | (15-6,15-10,15-5)  |

### Bronzen Finale
| 1 augustus | 19:30 | Polen | - | Roemenië | 1 - 3 | (10-15,15-9,13-15,9-15) |

### Finale
| 1 augustus | 21:30 | Sovjet-Unie | - | Bulgarije | 3 - 1 | (15-7,15-13,14-16,15-11) |

### Eindrangschikking
| rang   | land              |
| ------ | ----------------- |
| Goud   | Sovjet-Unie       |
| Zilver | Bulgarije         |
| Brons  | Roemenië          |
| 4      | Polen             |
| 5      | Brazilië          |
| 6      | Joegoslavië       |
| 7      | Cuba              |
| 8      | Tsjecho-Slowakije |
| 9      | Italië            |
| 10     | Libië             |

## Dames
China, Japan en Verenigde Staten hadden zich gekwalificeerd voor dit toernooi, maar zagen van deelname af. Ze werden vervangen door Brazilië, Bulgarije en Hongarije.
De 8 deelnemende landen waren verdeeld over 2 groepen:
- Groep A: Cuba, Oost-Duitsland, Peru en USSR.
- Groep B: Brazilië, Bulgarije, Hongarije en Roemenië.

### Voorronde

#### Groep A
| 21 juli | 19:30 | DDR         | - | Cuba | 3 - 1 | (15-11,15-13,10-15,15-4)       |
| 21 juli | 19:30 | Sovjet-Unie | - | Peru | 3 - 1 | (15-2,7-15,15-4,15-9)          |
| 23 juli | 19:30 | Peru        | - | Cuba | 0 - 3 | (6-15,5-15,6-15)               |
| 23 juli | 19:30 | Sovjet-Unie | - | DDR  | 3 - 1 | (15-5,10-15,16-14,15-6)        |
| 25 juli | 19:30 | Peru        | - | DDR  | 2 - 3 | (10-15,17-15,15-11,10-15,9-15) |
| 25 juli | 19:30 | Sovjet-Unie | - | Cuba | 3 - 0 | (15-6,15-13,15-10)             |

| rang | land        | G | W | V | Sv | St | Pv  | Pt  | Pts |
| ---- | ----------- | - | - | - | -- | -- | --- | --- | --- |
| 1    | Sovjet-Unie | 3 | 3 | 0 | 9  | 2  | 153 | 99  | 6   |
| 2    | DDR         | 3 | 2 | 1 | 7  | 6  | 166 | 160 | 5   |
| 3    | Cuba        | 3 | 1 | 2 | 4  | 6  | 117 | 117 | 4   |
| 4    | Peru        | 3 | 0 | 3 | 3  | 9  | 108 | 168 | 3   |

#### Groep B
| 21 juli | 17:30 | Bulgarije | - | Roemenië  | 3 - 1 | (15-9,7-15,15-5,15-4)         |
| 21 juli | 17:30 | Hongarije | - | Brazilië  | 3 - 2 | (17-15,9-15,15-12,6-15,15-12) |
| 23 juli | 17:30 | Hongarije | - | Roemenië  | 2 - 3 | (15-5,3-15,5-15,15-10,8-15)   |
| 23 juli | 17:30 | Bulgarije | - | Brazilië  | 3 - 0 | (15-7,15-9,15-12)             |
| 25 juli | 17:30 | Brazilië  | - | Roemenië  | 2 - 3 | (15-10,15-9,6-15,13-15,6-15)  |
| 25 juli | 17:30 | Bulgarije | - | Hongarije | 1 - 3 | (15-8,9-15,7-15,10-15)        |

| rang | land      | G | W | V | Sv | St | Pv  | Pt  | Pts |
| ---- | --------- | - | - | - | -- | -- | --- | --- | --- |
| 1    | Bulgarije | 3 | 2 | 1 | 7  | 4  | 138 | 114 | 5   |
| 2    | Hongarije | 3 | 2 | 1 | 8  | 6  | 161 | 170 | 5   |
| 3    | Roemenië  | 3 | 2 | 1 | 7  | 7  | 157 | 153 | 5   |
| 4    | Brazilië  | 3 | 0 | 3 | 4  | 9  | 152 | 171 | 3   |

### Plaatsingsronde

#### 5e t/m 8e plaats
| 27 juli | 17:30 | Peru | - | Roemenië | 3 - 0 | (15-12,15-9,15-11) |
| 27 juli | 19:30 | Cuba | - | Brazilië | 3 - 0 | (15-2,15-5,15-6)   |

#### 7e en 8e plaats
| 29 juli | 16:00 | Roemenië | - | Brazilië | 0 - 3 | (8-15,12-15,12-15) |

#### 5e en 6e plaats
| 29 juli | 18:00 | Cuba | - | Peru | 3 - 1 | (15-9,15-7,12-15,15-5) |

### Halve Finales
| 27 juli | 17:30 | DDR         | - | Bulgarije | 3 - 2 | (15-10,12-15,15-9,7-15,15-6) |
| 27 juli | 19:30 | Sovjet-Unie | - | Hongarije | 3 - 0 | (15-11,15-13,15-2)           |

### Bronzen Finale
| 29 juli | 17:30 | Bulgarije | - | Hongarije | 3 - 2 | (15-5,13-15,6-15,15-4,15-8) |

### Finale
| 29 juli | 19:30 | Sovjet-Unie | - | DDR | 3 - 1 | (15-12,11-15,15-13,15-7) |

### Eindrangschikking
| rang   | land        |
| ------ | ----------- |
| Goud   | Sovjet-Unie |
| Zilver | DDR         |
| Brons  | Bulgarije   |
| 4      | Hongarije   |
| 5      | Cuba        |
| 6      | Peru        |
| 7      | Brazilië    |
| 8      | Roemenië    |

## Medaillespiegel
| rang | land        | goud | zilver | brons | totaal |
| ---- | ----------- | ---- | ------ | ----- | ------ |
| 1    | Sovjet-Unie | 2    | 0      | 0     | 2      |
| 2    | Bulgarije   | 0    | 1      | 1     | 2      |
| 3    | DDR         | 0    | 1      | 0     | 1      |
| 4    | Roemenië    | 0    | 0      | 1     | 1      |